# Gunnar Larsson (längdskidåkare född 1921)
Gunnar Larsson, född 1921, död 31 juli 2012 i Hudiksvall, var en svensk längdskidåkare. Han vann Vasaloppet 1957 och 1958, och är den näst äldste som vunnit tävlingen.
Han vann loppet 1957 i ett tungt före på tiden 6:24.40 timmar, fyra minuter före Åke Åkerström Klotens IF. Året därpå återupprepade han segern och vann Vasaloppet i ett mer lättkört före på tiden 5:31.50. Gunnar Larsson tävlade för IFK Mora och Oxbergs IF, med vilka han blev svensk stafettmästare 1953–1955 respektive 1958. Han har varit yrkesverksam bland annat som skogsarbetare och snickare, och har drivit sportaffär i Föllinge och Hudiksvall.